# I Am Alive
I Am Alive (англ. «Я ещё жив») — компьютерная игра в жанре action. Разработка велась студией Ubisoft Shanghai. Изначально игра разрабатывалась компанией Darkworks. Выход состоялся 3 апреля 2012 года на PlayStation 3, 7 марта 2012 года на Xbox 360, а также 6 сентября 2012 года на платформе Windows.

## Игровой процесс
I Am Alive — приключенческая игра с элементами экшена и выживания. Игрок должен следить не только за здоровьем персонажа, но и за его усталостью — любое усилие отнимает необходимую для выживания энергию. Главной целью игры является «выживание» в суровых условиях деградировавшего общества, где люди больше не протягивают руку помощи друг другу в сложных ситуациях, а руководствуются исключительно принципом естественного отбора. Меж тем экономное потребление и использование всех найденных среди обломков цивилизации ресурсов — это очень важное качество на просторах I Am Alive.
Персонаж испытывает естественные потребности в пище: еда позволяет восстановить здоровье, а вода снимает усталость и пополняет запас сил. Все необходимые продукты можно найти на обширной карте, но зачастую придётся сражаться за важные предметы. Если игрок погибает, то на среднем и высоком уровнях сложности ему предоставляется возможность загрузить игру с последней контрольной точки, однако для этого придется потратить так называемую «попытку». Они разбросаны в разных районах города (зачастую в труднодоступных или неприметных местах) в виде белых видеокамер, а их количество весьма ограничено (за исключением игры на лёгком уровне, где в случае смерти или неудачи можно свободно переиграть любой момент с ближайшей контрольной точки без «попыток»). При обнулении числа попыток и смерти игроку придется переиграть весь эпизод сначала.
В городах остались выжившие люди, они будут бороться всеми силами за своё существование, аналогично главному герою. Некоторые из них будут просто защищать свою территорию, некоторые будут более агрессивными и нападут на главного героя при обнаружении. Запас боеприпасов для оружия будет всегда крайне скудным, поэтому выходить из сложных ситуаций надо при помощи хитрости. Например, против большого количества врагов патронов не будет хватать, тогда нужно применить верную тактику: сдаться противникам, но как только один из них подойдёт ближе, то мгновенно убить его при помощи тесака, что даст важное преимущество. При полном отсутствии патронов в магазине персонаж может использовать угрозы, так как враг не знает, есть ли у вас боеприпасы для выстрела.
В городе игроку также встретятся безоружные пострадавшие, которым можно оказать помощь, поделившись едой или лекарствами. За это игрок будет вознагражден дополнительными попытками. Из оружия, кроме обычного пистолета, доступны мачете, самодельный лук, стрелы для которого можно использовать несколько раз, и дробовик, который можно получить, оказав помощь одной из жертв. Всё оружие получается по сюжету. Также Адам находит крюк-кошку, бронежилет и респиратор.
Помимо людей опасность в игре может представлять и сам город: будучи разрушенным землетрясением, по нему достаточно сложно пройти, из-за чего временами приходится передвигаться по крышам зданий и стенам. Однако, это отнимает у героя выносливость, поэтому если её не восстановить, то в неподходящий момент он может сорваться вниз и умереть. Однако, с помощью одноразовых крюков можно устраивать себе «передышки» прямо во время подъёма по стенам. Также улицы города заполнены пылевыми облаками, медленно истощающими выносливость протагониста, что также может довести его до смерти; чтобы восстановить выносливость в таком случае рекомендуется взобраться повыше.

## Сюжет
Почти за год до событий игры в Хэвентоне (вымышленный город, прототипом которого послужил Чикаго) происходит землетрясение интенсивностью в 10,3 балла. Главный герой по имени Адам Коллинз (согласно первому трейлеру, в самой игре его имя не упоминается) по пути с работы домой оказывается под обломком здания. Адам выбирается наружу, но почти целый год оказывается прикован к больничной койке. И вот спустя 11 месяцев Адам отправляется на поиски своей жены и дочери.
Перебравшись на восточную сторону города, наиболее пострадавшую от землетрясения, Адам добирается до дома, но не застаёт своей семьи там — только письмо от своей жены, Джули, где она говорит, что вместе с их дочерью Мэри дожидались Адама, но были вынуждены покинуть дом в поисках ближайшего лагеря беженцев, где всё ещё были еда и лекарства. На выходе из дома герой застаёт маленькую девочку, за которой гонятся мародёры. Адам убивает их и выручает ребёнка. Как оказалось, девочку зовут Мэй, и она принадлежит небольшой группе выживших где-то в центре города. Она отдаёт Адаму свою рацию, по которой он связывается с лидером группы — Генри. Тот в свою очередь просит доставить Мэй к нему в обмен на любые ресурсы для выживания. Адам соглашается, хоть и не потребовал ничего взамен.
Адам и Мэй по пути к Генри попадают в поднявшуюся пылевую бурю. Герои успевают укрыться в заброшенном торговом центре, но Мэй надышалась пылью, и её состояние ухудшилось. По совету Генри Адам отправляется на поиски гуманитарного контейнера с медикаментами. Однако, ближайший контейнер зацепился парашютом за кран на крыше недостроенного небоскрёба. Адам с трудом взбирается туда и добывает там лекарства и альпинистский крюк, с помощью которого спускается вниз и добирается до торгового центра.
Адам даёт Мэй лекарства. Генри рекомендует Адаму двигаться к нему через метро, так как буря ещё не прошла, а Мэй снова может стать плохо. Пока Адам добирается туда, Мэй рассказывает ему, что Генри — бывший пожарный, а её мама — медсестра-сиделка, ухаживавшая за ним и таскавшая лекарства из разрушенной больницы в первые дни после землетрясения..Её мама куда-то ушла, и Мэй отправилась на её поиски, но наткнулась на бандитов, от которых её и спас герой. Адам в свою очередь рассказывает, что после землетрясения получил травму, но долгое время не мог добраться до дома, а когда вернулся, то никого не нашёл. Адам надеется, что Генри поможет ему найти его пропавших близких.
Добравшись до убежища, Адам и Мэй встречают Генри, который, как оказалось, парализован ниже пояса. В благодарность за спасение Мэй он отдаёт ему самодельный лук. Адам предлагает им свою помощь, и Генри посылает его за новой рацией, чтобы можно было узнать, когда к городу прибудет следующий эвакуационный корабль. В поисках рации Адам проникает на паром, выброшенный на сушу и с боями добывает её, после чего доставляет её Генри. Тот пытается связаться со спасателями, но вместо этого ловит сигнал Линды, матери Мэй — та попала в плен к мародёрам.
Адам отправляется на её поиски. Линду держат в заброшенном отеле, где мародёры организовали притон. С боями он прокладывает себе путь в пентхаус, где держат Линду и освобождает её. Она, в свою очередь, отказывается идти с ним куда-либо, но быстро меняет решение, когда тот упоминает Мэй. Адам сопровождает её через метро до убежища, позволив матери воссоединиться с дочерью.
Генри докладывает, что узнал время и маршрут следующего эвакуационного корабля. Его план спасения прост: Адам должен взобраться на ближайшую высотку и подать сигнал бедствия с её крыши с помощью старых фейерверков — тогда корабль заметит их и ненадолго пришвартуется в парке аттракционов (во время землетрясения его швартовочный док практически не пострадал. Адам с трудом взбирается туда и посылает сигнал, после чего спускается на улицы и пробивается к парку через банды мародёров, которых тоже привлёк поданный сигнал.
В парке он встречает обеспокоенную Линду, от которой узнаёт, что по пути на них напали бандиты: им удалось сбежать, но Мэй отстала и потерялась, и Генри, отправившийся на её поиски, тоже не выходит на связь. Адам предлагает разделиться и обыскать парк, для чего отдаёт Линде свой пистолет. Разделавшись с местными бандитами, Адам находит инвалидную коляску Генри, но не его самого. Позже он находит и Мэй, но в городе начинаются повторные толчки, и весь парк заливает водой. Вместе с ней они добираются до Линды и спускаются в порт. Мэй с мамой уплывают из города, но Адам остаётся, так как надеется найти свою семью в Хэвентоне.
Последние кадры игры показывают неназванную женщину, которая со слезами на глазах просматривает записи в видеокамере Адама. Рядом с ней лежит рюкзак с экипировкой, похожий на тот, что носил с собой Адам, что возможно, намекает на его гибель.

## Разработка
Игра была анонсирована летом 2008 года в поджанре «игра-катастрофа». Релиз несколько раз переносился. Выход игры сначала был запланирован на 2010 год, затем на 14 декабря 2011 года, а потом и вовсе был отложен. Разработчики обещали выпуск игры в 2011—2012 году. Игра вышла 7 марта на Xbox 360, затем 4 апреля появилась версия для PlayStation 3. Игра не продаётся в розницу.
За свою историю разработки игра единожды поменяла разработчика. Сначала игра, как известно, разрабатывалась не самой Ubisoft, а студией Darkworks, которая в своё время сделала такие horror’ы, как Cold Fear и Alone in the Dark: The New Nightmare. После несостоявшегося релиза в 2009 году игра перешла под опеку Ubisoft Shanghai. Геймплей, стилистику игры и персонажей несколько раз меняли на протяжении всей разработки. Так, например, в итоговом проекте не оказалось лагеря беженцев, интерактивных воспоминаний главного героя о его прошлом и ограничения по времени, которые были в версии 2009 года. Также исчез вид от первого лица и переключение на него теперь происходит только при стрельбе. Не вошли и персонажи, придуманные для ранней версии: чернокожий, являющийся отставным солдатом и бывший пожарный, а графика перестала быть столь пёстрой и обрела свою сущность в соответствующем разрушенному городу сером и его оттенках. Временная линия игры также несколько поменялась: теперь мы не увидим самого первого землетрясения, а окажемся лишь через год после аварии в родном городе нашего героя. Имя главного героя (Адам) мы можем знать только из трейлеров и данных из ранних версий игры, так как своё имя в игре он не называет.
За историю разработки игра потеряла львиную долю амбиций и лишилась ранга ААА. В 2011 году рейтинговые агентства из Австралии и ESRB присвоили игре рейтинги «15+» и «M» соответственно.
23 августа 2012 года в сети появился новый трейлер Windows-версии игры, где упомянуто, что она выйдет осенью 2012 года. 6 сентября 2012 года игра появилась в магазине Steam, а также на прилавках магазинов.

## Критика
| Сводный рейтинг       | Сводный рейтинг | Сводный рейтинг | Сводный рейтинг |
| Издание               | Оценка          | Оценка          | Оценка          |
| Издание               | PC              | PS3             | Xbox 360        |
| --------------------- | --------------- | --------------- | --------------- |
| GameRankings          | N/A             | 71,58 %         | 69,74 %         |
| Metacritic            | 66/100          | 75/100          | 69/100          |
| Иноязычные издания    |                 |                 |                 |
| Издание               | Оценка          | Оценка          | Оценка          |
| Издание               | PC              | PS3             | Xbox 360        |
| Destructoid           | N/A             | N/A             | 8,5/10          |
| Eurogamer             | N/A             | N/A             | 8/10            |
| Game Informer         | N/A             | N/A             | 8,5/10          |
| GameSpot              | N/A             | 8/10            | 8/10            |
| IGN                   | N/A             | N/A             | 4,5/10          |
| OPMUK                 | N/A             | 7/10            | N/A             |
| OXM                   | N/A             | N/A             | 7,5/10          |
| PC Gamer (US)         | 73 %            | N/A             | N/A             |
| Русскоязычные издания |                 |                 |                 |
| Издание               | Оценка          | Оценка          | Оценка          |
| Издание               | PC              | PS3             | Xbox 360        |
| Absolute Games        | 56 %            | N/A             | N/A             |
| PlayGround.ru         | N/A             | N/A             | 8,5/10          |

Игра получила «смешанные» отзывы.